# 1924 en mathématiques
| Années des mathématiques : 1921 - 1922 - 1923 - 1924 - 1925 - 1926 - 1927    |
| Décennies des mathématiques : 1890 - 1900 - 1910 - 1920 - 1930 - 1940 - 1950 |

Cet article présente les faits marquants de l'année 1924 en mathématiques.

## Évènements
- Janvier : lors d'une conférence, le mathématicien allemand David Hilbert illustre une propriété paradoxale des ensembles infinis en mathématique, le paradoxe de l'hôtel de Hilbert[1].
- Les mathématiciens Stefan Banach et Alfred Tarski démontrent le paradoxe de Banach-Tarski, un théorème qui affirme qu'il est possible de découper une boule de l'espace usuel {\displaystyle {\mathbb {R} ^{3}}} en un nombre fini de morceaux et de réassembler ces morceaux pour former deux boules identiques à la première, à un déplacement près[2].

## Naissances

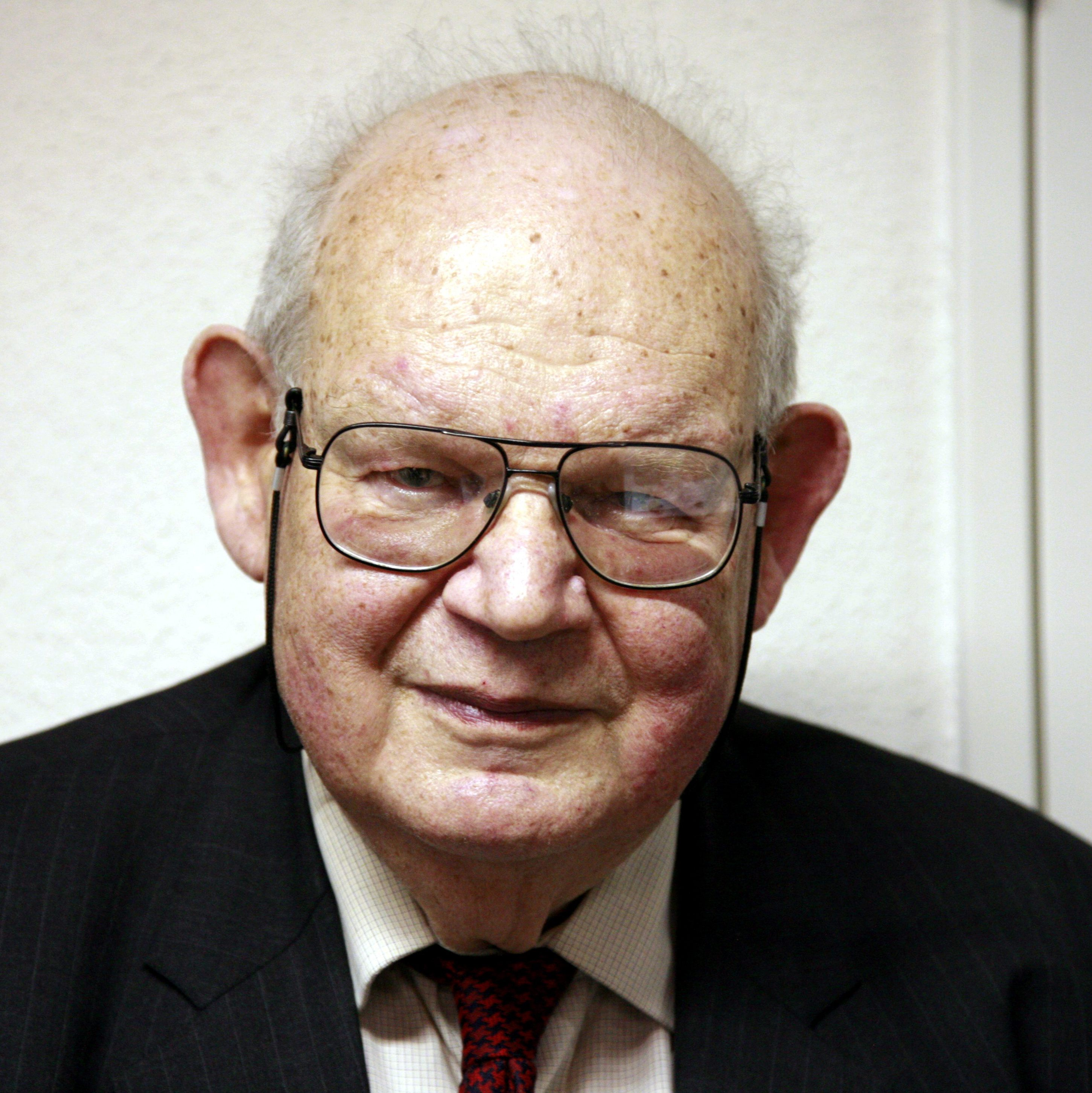
Benoît Mandelbrot

- 14 janvier : Clifford Gardner (mort en 2013), mathématicien américain.
- 15 janvier : Huguette Delavault (mort en 2003), mathématicienne française.
- 16 janvier : Eric Barnes (mort en 2000), mathématicien gallois-australien.
- 23 janvier : Michael James Lighthill (mort en 1998), mathématicien britannique.
- 28 janvier : Wilhelm Klingenberg (mort en 2010), mathématicien allemand.
- 31 janvier : Julius Richard Büchi (mort en 1984), mathématicien suisse.
- 6 février : Minoru Tomita (mort en 2015), mathématicien japonais.
- 8 février : Irving Reiner (mort en 1986), mathématicien américain.
- 9 février : Karl Nickel (mort en 2009), mathématicien allemand.
- 26 février : Ákos Császár (mort en 2017), mathématicien hongrois.
- 12 mars : Mary Lee Woods (morte en 2017), mathématicienne britannique.
- 13 mars : Robert McNaughton (mort en 2014), mathématicien américain.
- 24 mars : David Borwein, mathématicien canadien.
- 12 avril : Paul Kustaanheimo (mort en 1997), astronome et  mathématicien finlandais.
- 15 avril : Maxwell Rosenlicht (mort en 1999), mathématicien américain.
- 24 avril : Isadore Singer, mathématicien américain.
- 1er mai : Evelyn Boyd Granville, mathématicienne américaine.
- 3 mai : Isadore Singer (mort en 2021), mathématicien américain.
- 11 mai : Eugène Dynkine (mort en 2014), mathématicien russe.
- 26 mai : Jacques Dixmier, mathématicien français.
- 30 mai : Alan Hoffman, mathématicien américain.
- 7 juin : Donald Davies (mort en 2000), informaticien, physicien et mathématicien gallois.
- 24 juillet : Paul Meier (mort en 2011), mathématicien et biostatisticien américain.
- 1er août : Paul Cohn (mort en 2006), mathématicien britannique d'origine allemand.
- 14 août : Delbert Ray Fulkerson (mort en 1976), mathématicien américain.
- 25 septembre : James Ellis (mort en 1997), ingénieur et mathématicien britannique.
- 10 octobre : Pierre Dolbeault (mort en 2015), mathématicien français.
- 24 octobre : Kató Rényi (morte en 1969), mathématicienne hongroise.
- 1er novembre : Bogoljub Stanković, mathématicien serbe.
- 2 novembre : David E. Muller (mort en 2008), mathématicien américain.
- 18 novembre : Lucien Le Cam (mort en 2000), mathématicien français.
- 20 novembre : Benoît Mandelbrot (mort en 2010), mathématicien franco-américain.
- 5 décembre : Michel Lazard (mort en 1987), mathématicien français.
- 7 décembre : Mary Ellen Rudin (morte en 2013), mathématicienne américaine.
- 20 décembre : Jerald Ericksen, mathématicien américain.

## Décès
- 7 janvier : Johannes Frischauf (né en 1837), alpiniste, astronome, cartographe et mathématicien autrichien.
- 27 janvier : Margaret Meyer (née en 1862), mathématicienne britannique.
- 11 mars : Helge von Koch (né en 1870), mathématicien suédois.
- 6 mai : Claude Guichard (né en 1861), mathématicien français.
- 18 mai : Corrado Segre (né en 1863), mathématicien italien.
- 14 juillet : Menyhért Palágyi (né en 1859), philosophe, mathématicien et physicien hongrois.
- 17 août : Pavel Urysohn (né en 1898), mathématicien russe.